# Prostitution in Deutschland

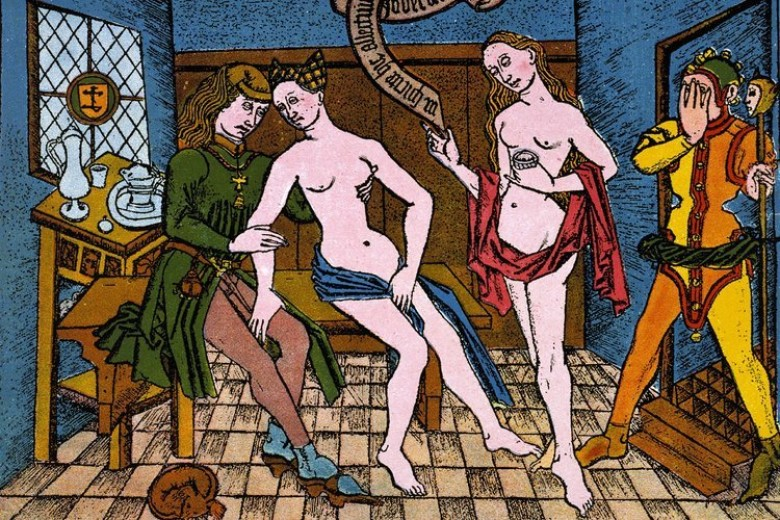
Bordell im 15. Jahrhundert (Zeichnung vom Meister mit den Bandrollen, um 1465)

Die Ausübung der Prostitution in Deutschland war und ist prinzipiell zulässig, grundsätzlich ist aber die Prostitution Minderjähriger, die Zwangsprostitution und die Ausübung der Prostitution in einem Sperrbezirk strafbar. Im Jahr 2000 bezeichnete das Verwaltungsgericht Berlin die Prostitution als nicht mehr sittenwidrig. Der darin ausgedrückte Paradigmenwechsel durch eine zivilrechtliche Neubewertung sollte vom bisherigen „Schutz vor der Prostitution“ zum „Schutz in der Prostitution“ führen, um die Entscheidung von Menschen, in der Prostitution tätig zu sein, zu respektieren und ihre Rechte zu stärken. Eine Debatte zur Reform des Prostitutionsgesetzes (ProstG) von 2001 führte zu dem Prostituiertenschutzgesetz im Jahr 2016 (ProstSchG). Dabei blieb in Deutschland auch nach der Reform des ProstG im internationalen Vergleich eine liberale Praxis bestehen. Ende 2019 waren 40.400 Prostituierte in Deutschland offiziell angemeldet.

## Geschichte

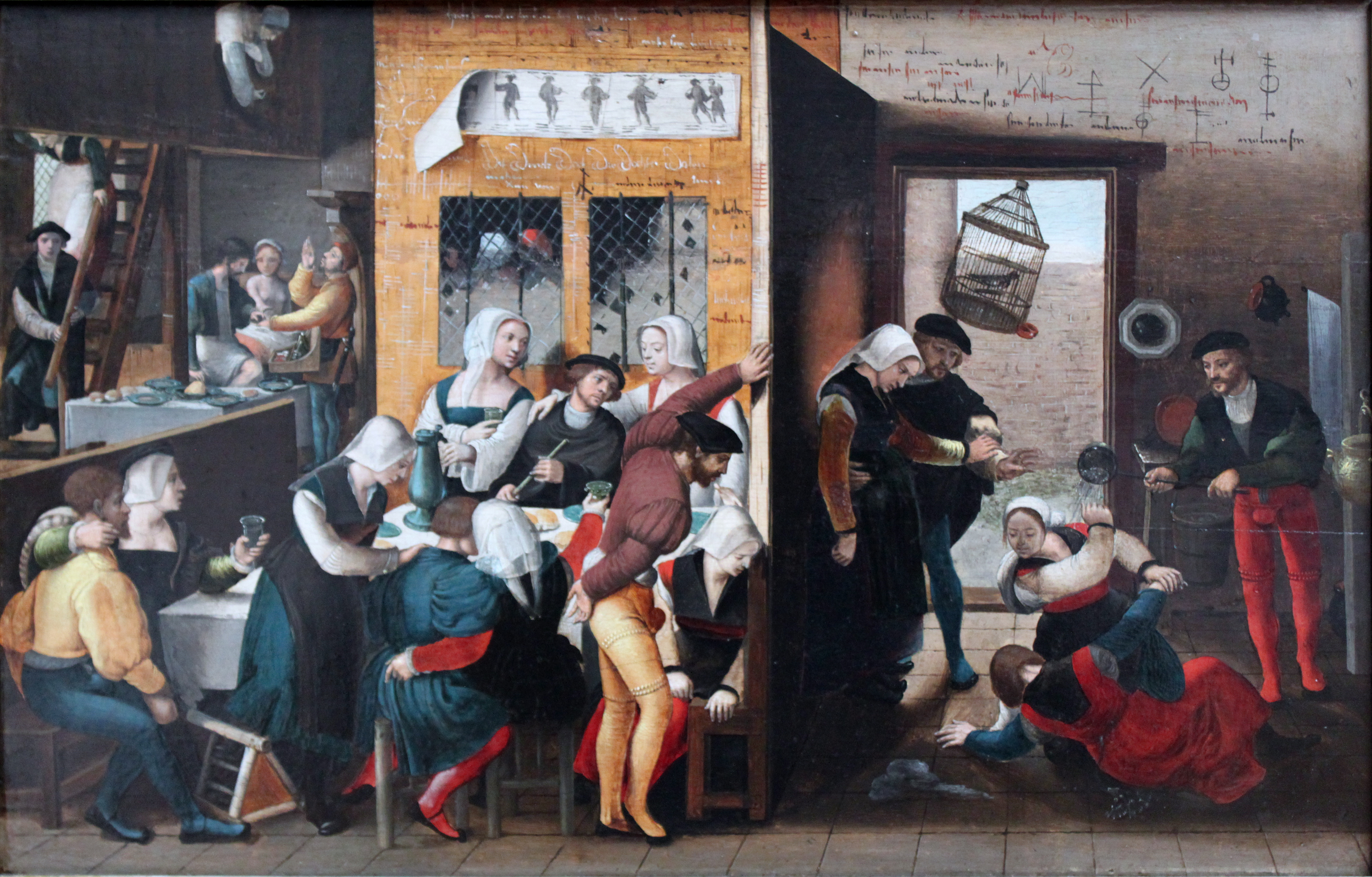
Szene aus einem Braunschweiger Bordell (1537)

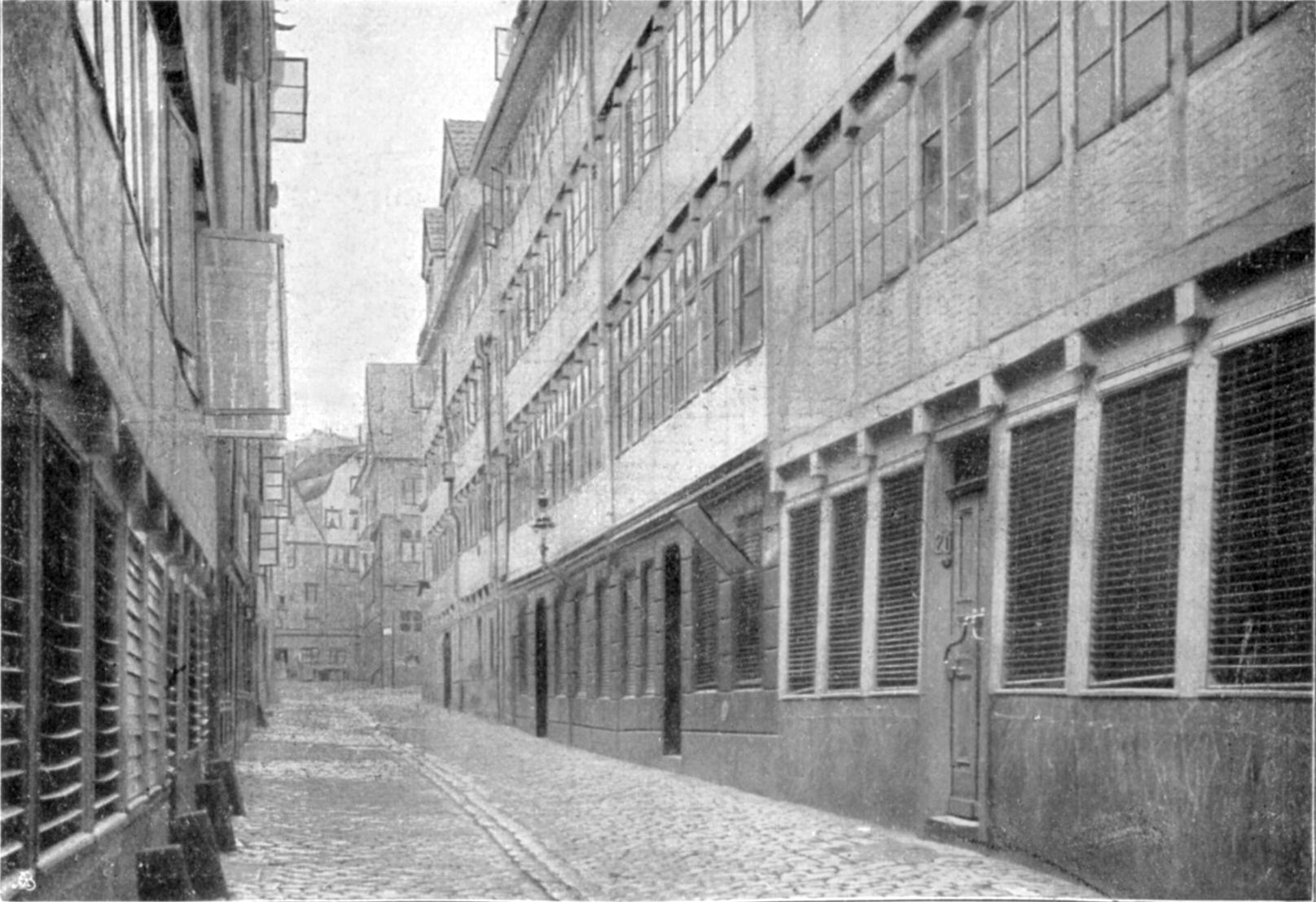
Hamburger Herbertstraße (1890)

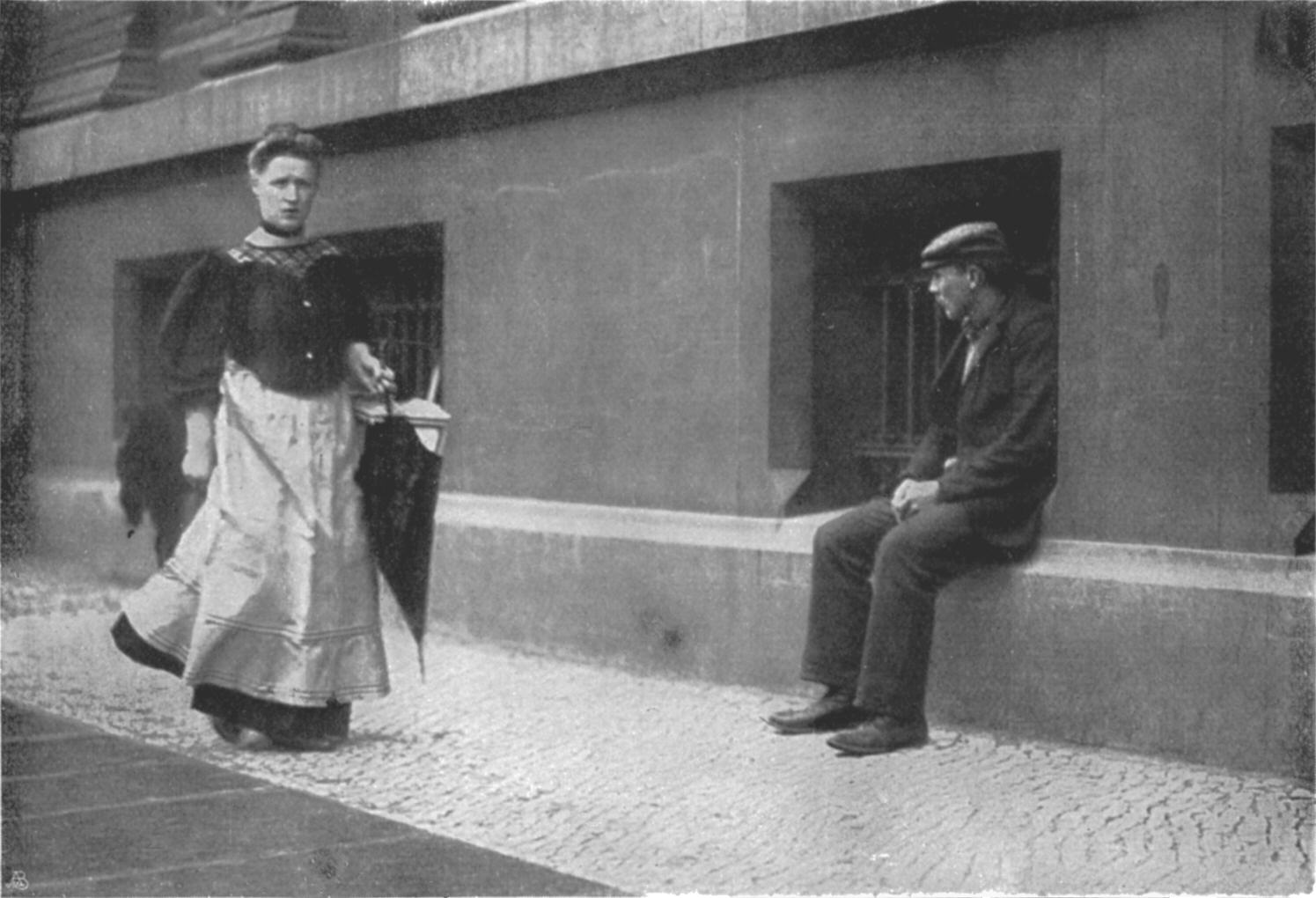
Ein Zuhälter in Berlin wartet auf eine Prostituierte nach ihrer ärztlichen Kontrolle (1890)

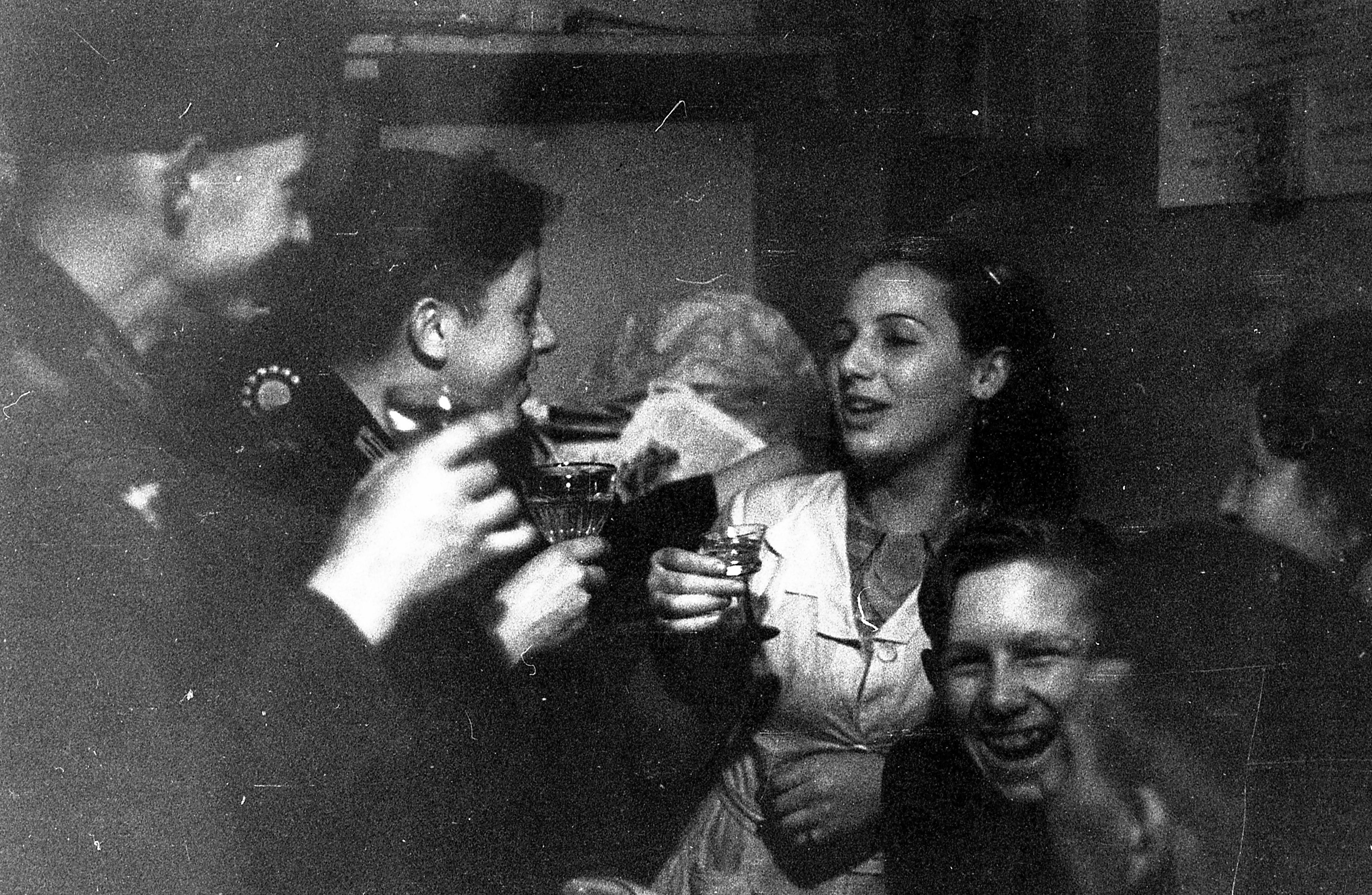
Deutsche Soldaten in einem französischen Wehrmachtsbordell (1940)

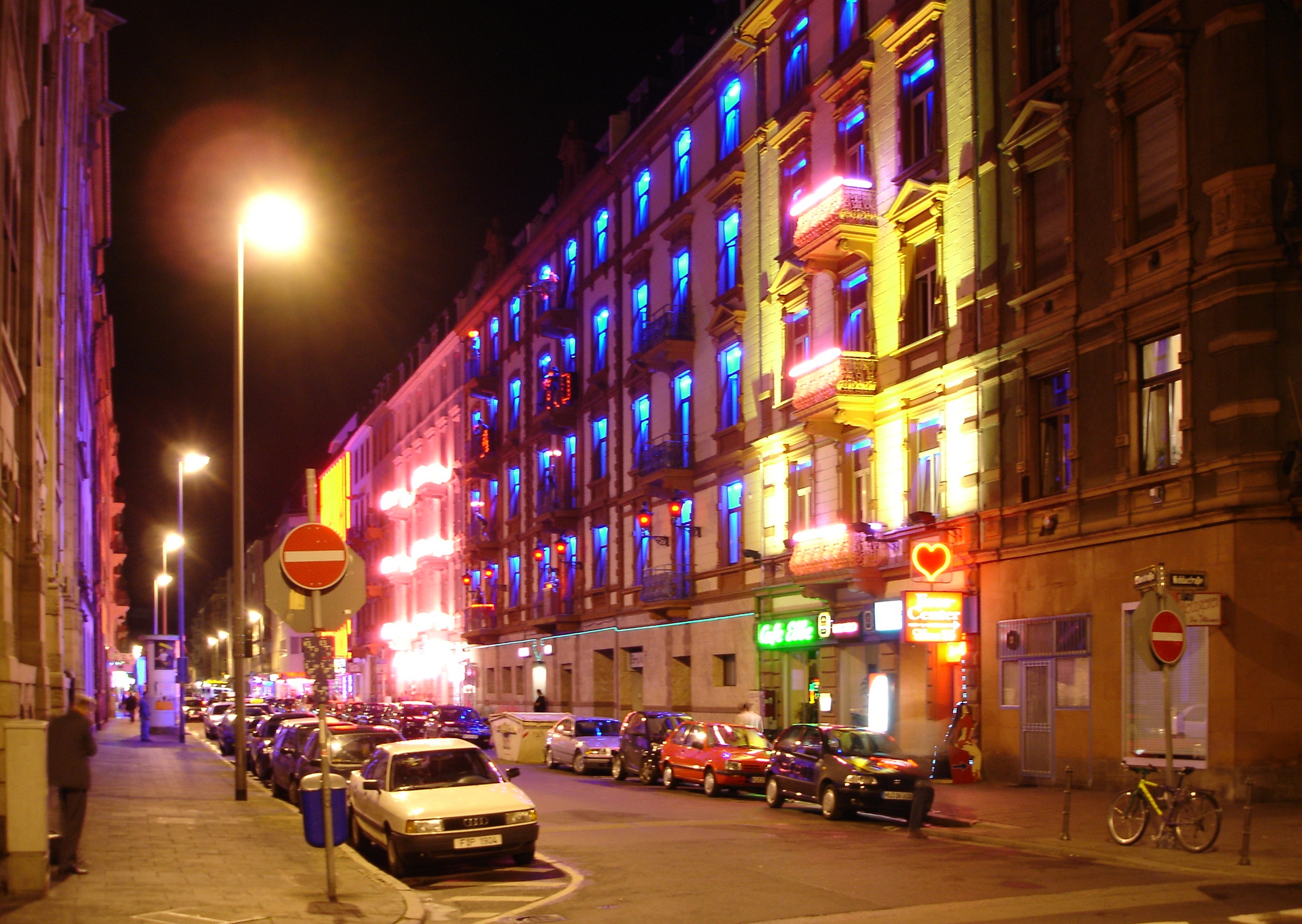
Rotlichtviertel von Frankfurt/M. (2005)

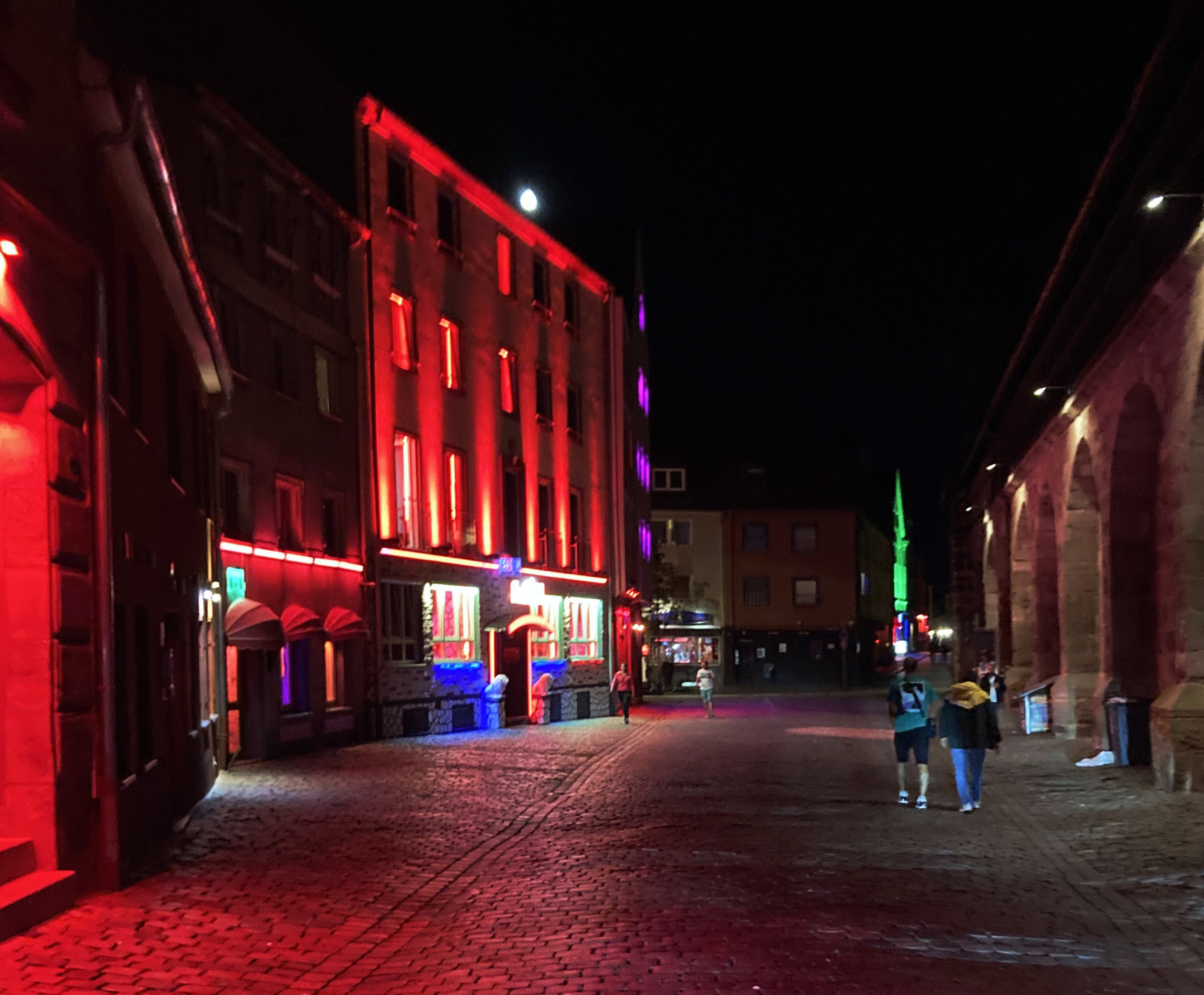
Nürnberger Rotlichtbezirk an der Frauentormauer (2023)

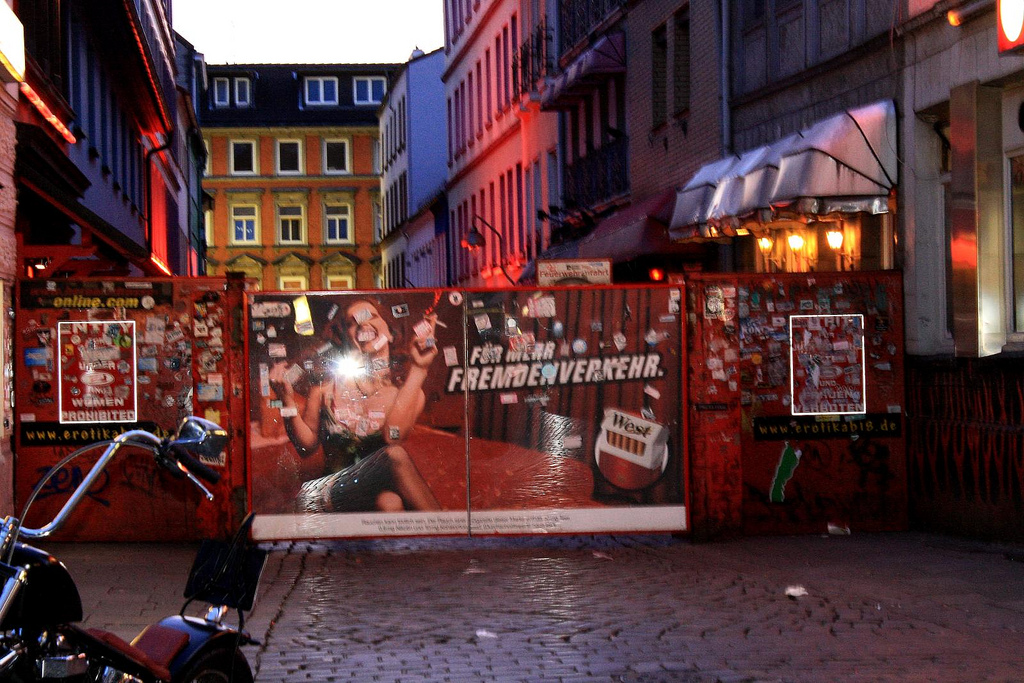
Hamburger Herbertstraße (2009)

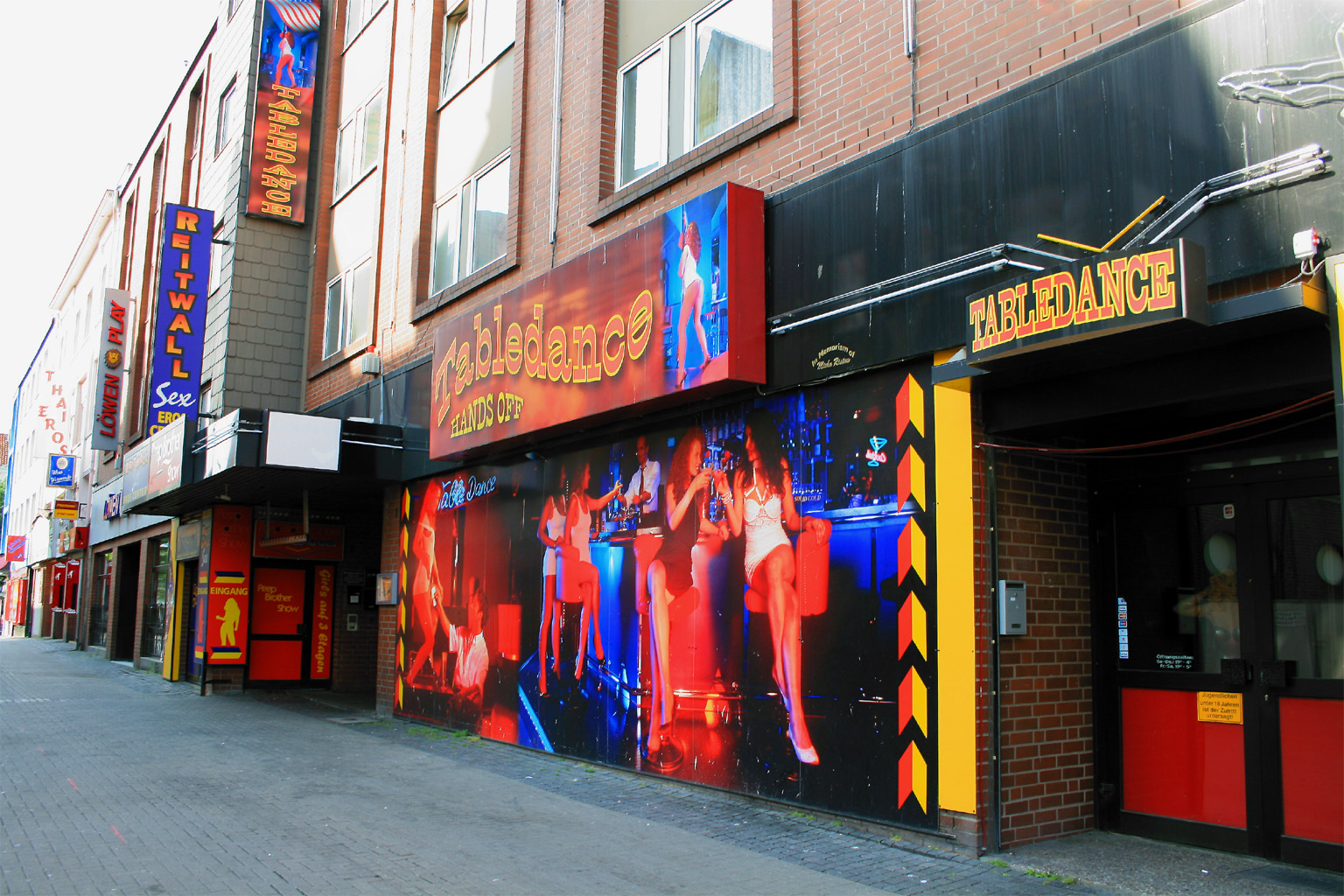
Reitwallstraße in Hannover (2009)

Die Einrichtung offizieller Frauenhäuser begann in Deutschland im 13. und vor allem im 14. und 15. Jahrhundert. So weisen in Nürnberg erste Quellen bereits 1381 auf die Ausübung von Prostitution in Frauenhäusern hin. Städtische Freudenhäuser gab es fast in allen größeren Ansiedlungen. Die Steuern gingen an die jeweilige Stadt.
Auf dem Konstanzer Konzil (1414–1418) sollen 1500 Dirnen in der Stadt gewesen sein, auf dem Basler Konzil (1431) 1800.
Die Chronisten verzeichneten 1492 einen Aufstand ehemaliger Huren im Kloster St. Maria Magdalena zur Busse in Köln-Eigelstein, vermutlich wegen Zwangsarbeit.
Vor dem Hintergrund der Ausbreitung der Syphilis verbot Karl V. im Jahre 1530 die Frauenhäuser im gesamten Reich. Im Jahre 1794 wurde im § 999 des Preußischen Allgemeinen Landrechts festgelegt, dass sich „liederliche Weibspersonen […] in die unter Aufsicht des Staates geduldeten Hurenhäuser“ zu begeben hätten. Als „liederliche Weibspersonen“ galten Frauen, „welche mit ihrem Körper ein Gewerbe betreiben“ wollen. Dagegen wurde erst im sogenannten Bremer Reglement von 1852 festgelegt, dass die Prostitution „kein Gewerbe im eigentlichen Sinne“ sei. Durch diese Unterscheidung zwischen Prostitution und erlaubtem Gewerbe wurde die Sittenwidrigkeit unmittelbar juristisch verankert.
In den Kuppeleivorschriften des preußischen Strafgesetzbuchs von 1851 (§ 147) und des Reichsstrafgesetzbuchs (RStGB) von 1871 (§ 180) gab es keine Ausnahmen für Bordelle mehr, die aber oft weiter von den Behörden geduldet wurden; die preußische Rechtsprechung bestrafte aber wie auch später das Reichsgericht Bordellbetreiber selbst dann, wenn sie eine Konzession erhalten hatten. § 361 Ziffer 6 RStGB in der Fassung von 1876 drohte für die Frau, die „gewerbsmäßige Unzucht“ betrieb, nur dann mit Strafe, wenn sie sich außerhalb polizeilicher Aufsicht prostituierte oder dabei polizeilichen Regeln zuwiderhandelte (ähnlich schon die Fassung von 1871).

### 20. Jahrhundert

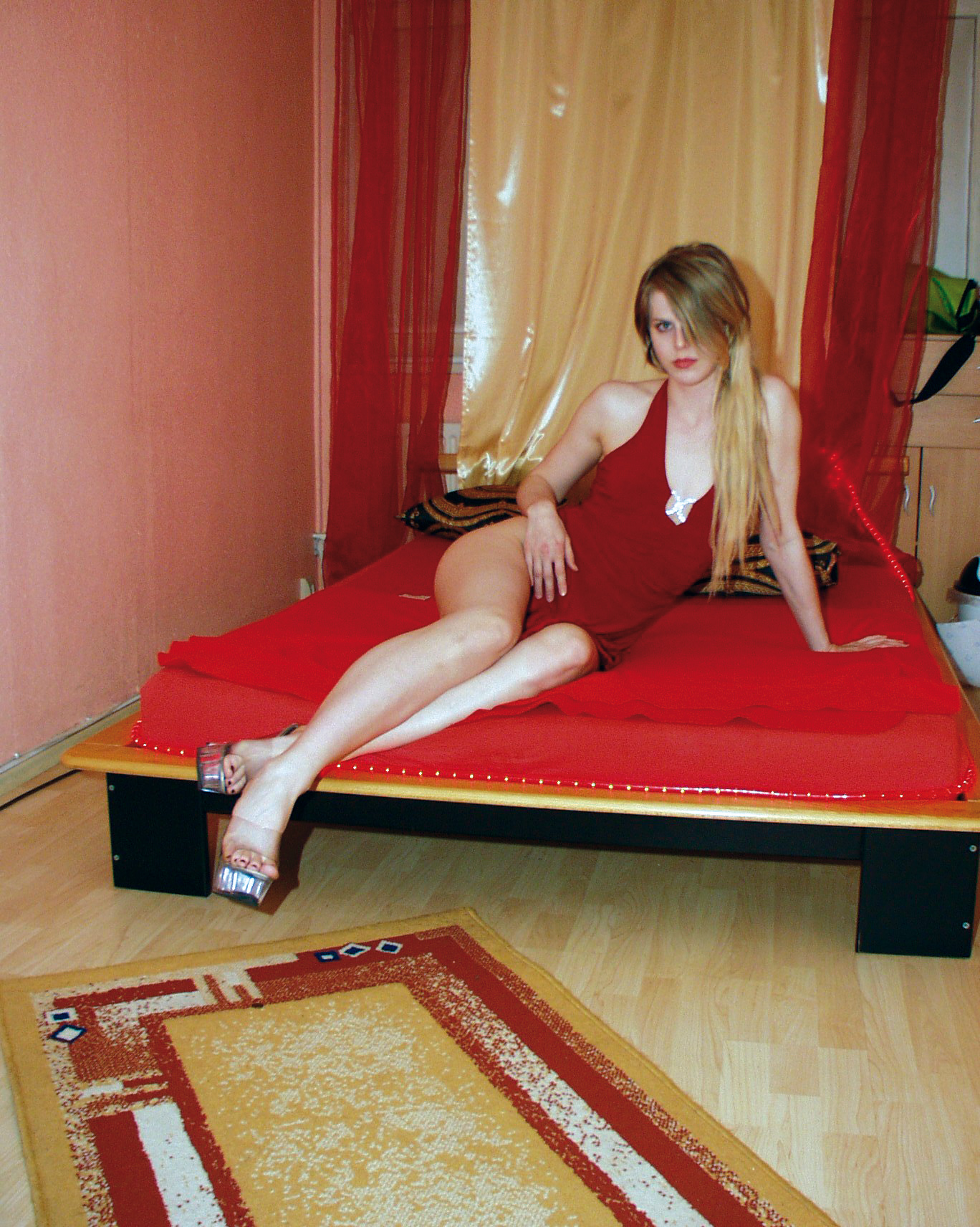
Prostituierte in Deutschland (1999)

Zu Beginn des 20. Jahrhunderts galt die Prostitution als „gemeinschaftsschädlich“. Als Maßstab für die guten Sitten diente „das Anstandsgefühl aller billig und gerecht Denkenden“ nach einer vom Reichsgericht 1901 entwickelten Formel (RGZ 48, S. 114, 124). Dennoch bestanden beziehungsweise entstanden im 20. Jahrhundert verschiedene Bordell- und Laufhausviertel wie die Helenenstraße in Bremen (seit 1878), die Linienstraße in Dortmund (seit 1904), die Stahlstraße in Essen (seit etwa 1900), das Rampenloch in Minden (seit 1908), Im Winkel in Bochum (seit etwa 1912), und die Flaßhofstraße in Oberhausen (seit 1910 bzw. 1963).
Der Reichsfinanzhof entschied 1923, dass Prostituierte keine Leistung im Sinne des Steuerrechts erbrächten, der Lohn blieb steuerfrei. Er entschied erneut 1931, körperliche Hingabe einer Frau sei keine Tätigkeit. Das Geschlechtskrankheitengesetz von 1927 brachte auch eine Einschränkung der Strafbarkeit der Kuppelei mit sich, damit Prostituierte eine Wohnung für ihre Arbeit mieten können. Das Ziel war, der Straßenprostitution entgegenzuwirken. Dagegen wurde die Strafbarkeit des Betreibens von Bordellen nun ausdrücklich im § 180 RStGB genannt.
Während des Zweiten Weltkriegs richtete die deutsche Wehrmacht in den besetzten Gebieten rund 100 Wehrmachtsbordelle ein, unter anderem in Frankreich, Polen, Italien und Norwegen. Lothar-Günther Buchheim beschrieb seine Eindrücke aus Brest: „Wenn ein Dickschiff eingelaufen war, blieben die Nutten zwischen den Nummern einfach liegen.“ Die Militärprostitution war geregelt: „Nur das von der Truppenführung freigegebene Bordell darfst Du besuchen. Benutze stets ein Kondom (Gummischutz) und lasse Dich nach dem Geschlechtsverkehr sanieren.“ Für die deutschen Soldaten gab es eine Desinfektionsspritze in die Harnröhre.
Der Reichsfinanzhof entschied 1943 die Steuerpflicht; ähnlich der Oberste Finanzgerichtshof 1948. Im westlichen Nachkriegsdeutschland war Prostitution legal, aber sittenwidrig. Im Frankfurt der 1950er Jahre war die Edelprostituierte Rosemarie Nitribitt lokal bekannt, bundesweit fand ihre Ermordung im Jahre 1957 Aufmerksamkeit. Zu ihrem Kundenkreis zählten auch Prominente. Das Gesetz zur Bekämpfung der Geschlechtskrankheiten (GeschlKrG) von 1953 ermächtigte die Gesundheitsämter, zum Zweck der Bekämpfung sexuell übertragbarer Erkrankungen die Grundrechte auf körperliche Unversehrtheit und Freiheit der Person einzuschränken. Personen mit häufig wechselndem Geschlechtsverkehr (frühere amtsdeutsche Bezeichnung für Prostituierte) mussten sich bei den Amtsärzten auf dem gynäkologischen Untersuchungsstuhl (Bock) dem erforderlichen vaginalen Abstrich unterziehen. Einige Bundesländer ermächtigten auch die einzelnen Gesundheitsämter zu selbstverantwortlichen Regelungen, so dass in manchen Kommunen die Zwangsuntersuchungen bereits in den 1980er Jahren abgeschafft wurden.
Die Einstufung der Prostitution als gemeinschaftsschädlich wurde durch das Urteil des Bundesverwaltungsgerichts 1965 bestätigt, in der die Prostitution mit der Betätigung als Berufsverbrecher gleichgestellt wurde (BVerwGE 22, S. 286, 289). Im Jahr 1965 ging man von etwa 45.000 weiblichen Prostituierten in Westdeutschland aus.
Das Bundesverwaltungsgericht entschied am 15. Juli 1980, dass die Prostitution als sittenwidrige und in verschiedener Hinsicht sozialwidrige Tätigkeit nicht Teil des Wirtschaftslebens im Sinne des EG-Vertrages sei und damit kein gemeinschaftsrechtliches Freizügigkeitsrecht begründen könne.
Von Seiten der Sexarbeiter wurden Beratungsvereinigungen wie Hydra, Madonna und Huren wehren sich gemeinsam sowie der Berufsverband erotische und sexuelle Dienstleistungen gegründet. 1995 gelang es einer Prostituierten ihren Lohn vor Gericht einzuklagen.
Laut einer Umfrage von Infratest dimap aus dem Jahr 1999 bejahten über 70 % der Altersgruppen zwischen 18 und 59 Jahren die Frage, ob Prostitution ein anerkannter Beruf mit Steuer- und Sozialversicherungspflicht sein soll. Ein Anteil von 66 % der Männer und 69 % der Frauen sprach sich dafür aus. Methodisch wurde die Umfrage allerdings insoweit kritisiert, als nach „Pflichten“ und nicht nach „Rechten“ für Prostituierte gefragt wurde. Eine andere Formulierung hätte den Kritikern zufolge zu anderen Ergebnissen führen können.
Am 1. Dezember 2000 entschied das Verwaltungsgericht Berlin aufgrund der Klagen der Prostitutionsaktivistinnen Felicitas Schirow – im Fall des Bordells Cafe Pssst – und Stephanie Klee, dass die freiwillige Prostitution unabhängig von einer moralischen Beurteilung nach den heute anerkannten sozialethischen Wertvorstellungen nicht mehr als sittenwidrig anzusehen ist. Die sexuelle Dienstleistung wurde vom Verwaltungsgericht Berlin noch vor dem Inkrafttreten des Prostitutionsgesetzes im Jahr 2002 nüchtern als gesellschaftliche Realität bewertet.

### 21. Jahrhundert

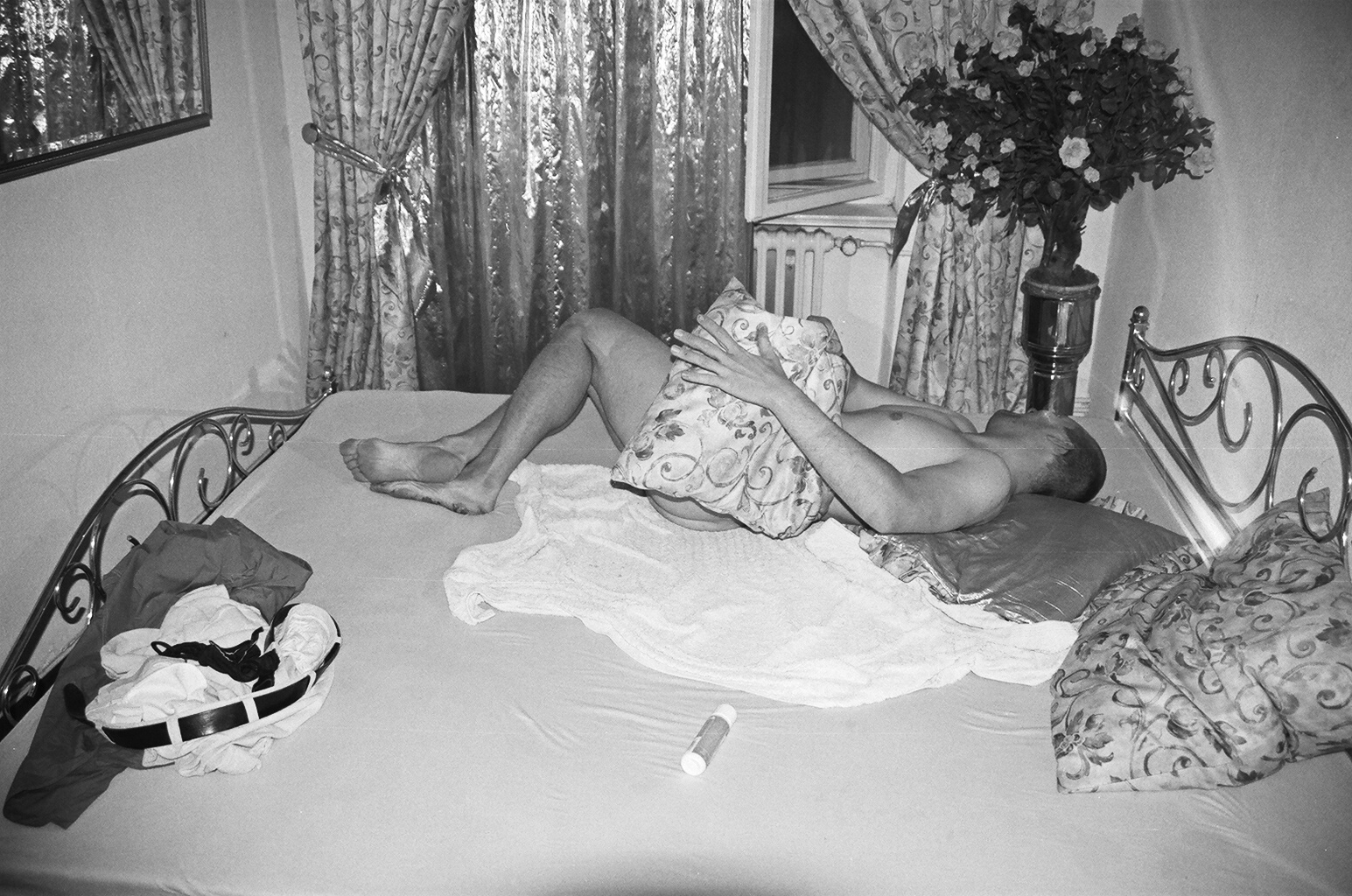
Freier in einem Berliner Bordell (2001)

Am 1. Januar 2001 trat das Gesetz zur Bekämpfung der Geschlechtskrankheiten außer Kraft und wurde durch das Infektionsschutzgesetz (IfSG) ersetzt, das in Bezug auf die Bekämpfung von Infektionskrankheiten statt behördlicher Kontrolle und Zwangsmaßnahmen auf freiwillig wahrzunehmende Hilfsangebote der Gesundheitsämter setzt. Kurz nach Abschaffung des Bockscheins führte Bayern in seiner Verordnung zur Verhütung übertragbarer Krankheiten mit Wirkung zum 16. Mai 2001 einen Kondomzwang für weibliche wie männliche Prostituierte und deren Kunden ein.
Im September 2001 rief das Bundesverwaltungsgericht in der Sache einer Ausweisung einer Prostituierten aus einem anderen EU-Mitgliedstaat, hier Niederlande, aus Deutschland den Europäischen Gerichtshof (EuGH) an (BVerwG 1 C 17.00 – Beschluss vom 18. September 2001).
Der EuGH machte mit seiner Entscheidung vom 20. November 2001 (Jany-Entscheidung) deutlich, dass er die Prostitution als selbstständige Erwerbstätigkeit gemäß Artikel 43 EGV, 44 Europa-Abkommen EG/Polen, 45 Europa-Abkommen EG/Tschechien anerkenne und als Teil des gemeinschaftlichen Wirtschaftslebens gemäß Artikel Art. 2 EGV ansehe.
Die folgenden Reformen aus dem Jahre 2001 (insbesondere Prostitutionsgesetz vom 20. Dezember 2001) in Deutschland hoben die Sittenwidrigkeit weitgehend auf. Das Gesetz wurde am 14. Dezember 2001 mit den Stimmen von SPD, Bündnis 90/Die Grünen, FDP und PDS gegen die Stimmen von CDU/CSU angenommen. Unter anderem besteht seitdem ein Entgeltanspruch der Prostituierten laut Gesetz.
Seit Inkrafttreten des Prostitutionsgesetzes im Jahr 2002 berufen sich die Richter bei der Bewertung der Sittenwidrigkeit auf § 1 ProstG: „Sind sexuelle Handlungen gegen ein vorher vereinbartes Entgelt vorgenommen worden, so begründet diese Vereinbarung eine rechtswirksame Forderung“. Allerdings besteht seitens der Kunden kein Anspruch auf Erhalt der (im Voraus bezahlten) sexuellen Dienstleistung.
Im Zuge der Liberalisierung entstanden neue Großbordelle (so genannte „Sauna- und FKK-Clubs“) mit einer jeweils großen Zahl an Prostituierten. Zu den Großbordellen zählen etwa das 2004 eröffnete Colosseum in Augsburg, das Artemis in Berlin (3000 m², eröffnet im September 2005) und das Paradise in Stuttgart (5800 m², eröffnet 2006). Als Sonderform entstanden auch „Flatrate-Bordelle“ oder Pauschalclubs genannte Großbordelle, in denen über den Eintrittspreis hinaus für die sexuellen Dienstleistungen keine weiteren Entgelte verlangt werden.
Im Januar 2007 wurde der Bericht der Bundesregierung zu den Auswirkungen des Prostitutionsgesetzes 2007 vorgelegt.
Die damalige Bundesministerin für Familie, Senioren, Frauen und Jugend Ursula von der Leyen wollte die durch die rot-grüne Vorgängerregierung durchgeführten Änderungen nicht zurücknehmen, obwohl ihre Partei die Einführung des Prostitutionsgesetzes bekämpft hatte; sie wollte allerdings im Januar 2007 nach dem Vorbild Schwedens Kunden von Zwangsprostituierten und von Opfern des Menschenhandels strafrechtlich verfolgen lassen. Die Justizministerin Bayerns Beate Merk forderte im Januar 2007 demgegenüber, dass zumindest im Strafrecht die Reform der Vorgängerregierung zurückzunehmen sei und diese Gesetzeslücke zu schließen.
Die Koalition von CDU, CSU und FDP im Bundestag legte im Juni 2013 den Entwurf eines „Gesetzes zur Bekämpfung des Menschenhandels und Überwachung von Prostitutionsstätten“ vor (Drucksache 17/13706). Er wurde von den eingeladenen Sachverständigen in der öffentlichen Anhörung des Rechtsausschusses vom 25. Juni 2013 aus verschiedenen Gründen abgelehnt und von der rot-grünen Bundesratsmehrheit kurz vor Ende der Legislaturperiode gestoppt. Im November 2013 folgte mit dem Appell gegen Prostitution und dem Appell für Prostitution eine Kontroverse über die Notwendigkeit neuer Regelungen im Bereich der Prostitution.
Im zwischen der CDU/CSU und der SPD nach der Bundestagswahl 2013 ausgehandelten Koalitionsvertrags der 16. Wahlperiode wurde eine „umfassende Überarbeitung“ des Prostitutionsgesetzes angekündigt. In diesem Zusammenhang sollte die gesetzliche Grundlage für Kontrollen von Prostitutionsstätten durch die Ordnungsbehörden verbessert werden. Im selben Abschnitt des Koalitionsvertrags, wenn auch ohne direkten rechtlichen Zusammenhang zum Prostitutionsgesetz, kündigten die Regierungsparteien auch Maßnahmen gegen Zwangsprostitution und Menschenhandel an. So sollten die Opfer besser geschützt und entsprechende Straftäter konsequenter bestraft werden. Auch sollte künftig gegen Menschen vorgegangen werden, „die wissentlich und willentlich die Zwangslage der Opfer von Menschenhandel und Zwangsprostitution ausnutzen und diese zu sexuellen Handlungen missbrauchen“.
Der Bundesrat sprach sich im April 2014, auf einen Antrag des Saarlandes hin, für eine sachliche Debatte und differenzierte Maßnahmen zur Regulierung von Prostitution und Prostitutionsstätten aus; die Einführung einer Bestrafung von Kunden (Freiern) bezeichnete der Bundesrat als eine kontraproduktive Maßnahme.
Die stellvertretende Fraktionsvorsitzende der SPD-Bundestagsfraktion Eva Högl sprach sich im Oktober 2014 für eine Bestrafung von Kunden aus, wenn sie Zwangsprostituierte aufsuchen, dies wurde zum 15. Oktober 2016 durch die Einführung des § 232a Abs. 6 StGB umgesetzt. Allerdings kommt auch eine höhere Bestrafung als sexueller Übergriff bzw. Vergewaltigung nach § 177 StGB in Betracht, insbesondere seit Verschärfung dieses Paragraphen zum 10. November 2016.
Anfang Februar 2015 verständigten sich die Vertreter der Koalitionsparteien der Bundesregierung, eine Kondompflicht für Kunden einzuführen, eine Anmeldepflicht für Prostituierte, eine Genehmigungspflicht für Bordelle außerhalb der Gewerbeordnung, die Pflicht zur Teilnahme an alljährlichen medizinischen Beratungen für Prostituierte sowie ein Verbot von Pauschal- und Gruppensexangeboten. Eine Umsetzung erfolgte durch das seit 1. Juli 2017 geltende Prostituiertenschutzgesetz.
Die Maßnahmen im Rahmen der COVID-19-Pandemie erlaubten Sexarbeit nur sehr eingeschränkt.

## Umfang
Es gibt zur Prostitution in Deutschland (Stand 2013) keinerlei wissenschaftlich zuverlässige Angaben, weder zur Anzahl der Prostituierten noch zu der Zahl der Kunden (Freier). Udo Gerheim, Universität Oldenburg, schrieb 2012: „Es muss daher konstatiert werden, dass zur Zeit keine verlässlichen und abgesicherten quantitativen Primärdaten über das soziale Feld der Prostitution existieren.“ Zwar kursieren Schätzungen, wonach etwa 400.000 Menschen in Deutschland der Prostitution nachgingen, diese werden von Experten jedoch unterschiedlich bewertet. Auch die Anmeldepflicht nach dem Prostituiertenschutzgesetz hat daran nichts geändert. Da sich mit 40.400 nur ca. 10 % der geschätzten 400.000 Prostituierten angemeldet haben und sich dieser von dem Ort der Ausübung unterscheiden kann, sei man nach wie vor auf Kontrollen vor Ort und Schätzungen angewiesen.
Hintergrund für diese Datenlücke ist, dass die Prostitution als Themengebiet im oftmals männlich dominierten Wissenschaftssystem wenig Reputation verspricht und als anstößig gilt. Vorhandene Untersuchungen beschränken sich auf die Institution Prostitution und auf Prostituierte. Dabei überwiegen juristische, medizinische und sozial-hygienische Aspekte. Gerheim schrieb hierzu 2012: „Die männliche Nachfrage nach käuflichem Sex blieb und bleibt strukturell aus diesem Diskurs- und Disziplinarregime ausgeschlossen und in ihrer sozialen Praxis unangetastet.“

### Nachfrage
Die wenigen Untersuchungen, die sich mit der männlichen Nachfrageseite beschäftigen, konzentrieren sich auf kriminologische und psychiatrische Aspekte (Freier als Sexualstraftäter, Freier migrantischer Prostituierter) sowie auf medizinische Fragestellungen wie HIV-Infektionen und auf Machtkonstellationen und Gewaltprävalenz. Hierzu schreibt Udo Gerheim: „Im Vergleich zur bisherigen administrativen Regulation der Prostitution kann diese staatsfeministisch inspirierte Machttechnologie als entscheidender sozialpolitischer und juristischer Paradigmenwechsel betrachtet werden. Die Rollen in diesem gesellschaftlichen Drama sind in Gestalt des Freiers als männlicher (Gewalt-)Täter und der Sexarbeiterinnen als hilfloses weibliches Opfer unwiderruflich festgelegt.“
In diesem Kontext wird die männliche Prostitutionsnachfrage mit sexueller Gewalt und Vergewaltigung gleichgesetzt. Die spärlich vorliegenden quantitativen Ergebnisse unterliegen zudem hohen Unsicherheiten. Diese ergeben sich aufgrund unterschiedlicher Erhebungsmethoden (telefonisch, online, schriftlich, persönlich), Erhebungspersonal (Mann oder Frau), Verständnis von Prostitution und der Häufigkeit der Prostitutionsnachfrage (einmalig, gelegentlich, regelmäßig).
Für Deutschland haben Kleiber und Velten 1994 die Ergebnisse ihrer quantitativ empirischen Untersuchung vorgelegt. Dieser zufolge sind 18 % der männlichen Bevölkerung zwischen 15 und 74 Jahren zu den regelmäßigen Kunden von Prostituierten zu rechnen. Gerheim schrieb 2012 hinsichtlich des Umfangs der männlichen Prostitutionsnachfrage: „Es kann festgestellt werden, dass auch global betrachtet nur ein kleiner Teil der männlichen Gesamtbevölkerung Prostitution aktiv und regelmäßig nutzt, und dass für eine relevante Größe der Männer die Nachfrage nach käuflichem Sex lediglich ein singuläres bzw. marginales Ereignis darstellt.“

### Angebot
Die Gesamtzahl der Prostituierten in Deutschland ist unbekannt und Gegenstand von Schätzungen. Nach einer aus den 1980er Jahren stammenden, seitdem häufig übernommenen Schätzung von Hydra könnte es 400.000 oder auch mehr oder weniger Prostituierte in Deutschland geben. Auf der Basis von Schätzungen einzelner Polizeistellen in verschiedenen Großstädten kam die Tageszeitung Die Welt im November 2013 auf eine hochgerechnete Gesamtzahl von rund 200.000 Prostituierten für ganz Deutschland. Die Emma-Redakteurin Chantal Louis sprach im Oktober 2012 von etwa 150.000 Frauen, die in Deutschland in der Prostitution arbeiten; im Oktober 2013 sprachen Chantal Louis und Alice Schwarzer sogar von geschätzten 700.000 Prostituierten in Deutschland.
In NRW als bevölkerungsreichstem Bundesland wird von 25.000 bis 40.000 weiblichen Prostituierten ausgegangen. Das Erotikportal Erobella schätzt hingegen die Zahl der Sexarbeitenden in Deutschland deutlich geringer: Nach einer Hochrechnung auf Basis von offiziellen Zahlen und Schätzungen der 20 größten Städte geht das Portal von 88.800 Prostituierten hierzulande aus. Dies deckt sich mit einer Studie der Organisation Doña Carmen, welche Zahl der Prostituierten in Deutschland im Jahr 2020 mit 90.000 benannt hat.
In diesen Zahlen eingeschlossen sind Gelegenheitsprostituierte, deren Zahl je nach Definition unterschiedlich angegeben wird. Bei den Zahlen aus den Beratungsstellen ist unklar, ob sich insbesondere Frauen in Problemsituationen an Beratungsstellen wenden oder ob Frauen in besonders prekären Situationen sogar unterrepräsentiert sein könnten. Problematisch ist auch die hohe Fluktuation, da viele nur zeitweilig in der Prostitution arbeiten. Eine Umfrage verschiedener mit der Prostitution befasster Einrichtungen schätzte 2008, dass etwa 90 % der Prostitution nachgehenden Personen weiblich sind. Etwa 7 % sind demnach männlich und 3 % transsexuell.
Seit der Öffnung der EU ist der Migrantenanteil enorm gestiegen und liegt bei circa 60 % oder höher. In der KABP-Studie des Robert Koch-Instituts, welche Befragungen von Personen in verschiedenen Gesundheitsämtern durchführte, ist 2010/11 unter den weiblichen Prostituierten ein Migrantinnenanteil von 73 % ausgemacht worden. Bulgarinnen (16 %) und Rumäninnen (12 %) bilden danach die größten Gruppen nach den einheimischen Sexarbeiterinnen. während sich der Anteil der Frauen aus Asien, Lateinamerika und Afrika deutlich verringert hat. Unter den männlichen Prostituierten stieg der Anteil der Migranten auf 90 %. Seit den rechtlichen Veränderungen in anderen EU-Ländern wie Frankreich, in denen der Kauf sexueller Dienstleistungen verboten wurde, nimmt der Sextourismus nach Deutschland zu. In manchen Zusammenhängen wird von Deutschland gar als „Puff Europas“ berichtet. Besonders ist hierbei das Saarland betroffen: Die Stadt Saarbrücken soll im Jahr 2015 die höchste Zahl an Prostituierten je 1000 Einwohner in Deutschland aufgewiesen haben.
 Prostituierte im Jahr 2018
Das Statistische Bundesamt meldete, dass Ende 2018 insgesamt 32.800 Prostituierte nach dem deutschen Prostituiertenschutzgesetz angemeldet waren. Für Prostitutionsgewerbe wurden 1.600 (vorläufige) Erlaubnisse erteilt, davon 96 % für Prostitutionsstätten wie Bordelle. Nur 19 % der Sexarbeiter hatten die deutsche Staatsangehörigkeit, 72 % stammten aus dem europäischen Ausland, 6 % aus Asien und 2 % aus den USA. Aus Rumänien kamen 35 %, aus Bulgarien 10 % und aus Ungarn 7 %. Rund 76 % aller Prostituierten waren im Alter von 21 bis 44 Jahren, 6 % zwischen 18 und 20 Jahren und 17 % waren 45 Jahre und älter. Das Bundesamt weist aber darauf hin, dass die entsprechenden Verwaltungsstrukturen nach der Gesetzeseinführung im Juli 2017 noch im Aufbau begriffen und die Daten nicht hundertprozentig aussagekräftig seien. So waren Ende 2017 bundesweit nur rund 7000 Prostituierte bei den Behörden gültig angemeldet und 1350 Prostitutionsgewerbe erlaubt.
 Prostituierte im Jahr 2019
Ende des Jahres 2019 waren laut Statistischem Bundesamt rund 40.400 Personen in Deutschland im Prostitutionsgewerbe angemeldet. 19 % der Prostituierten besaßen die deutsche Staatsangehörigkeit (7700), 35 % die rumänische, 11 % die bulgarische und 8 % die ungarische. Von den angemeldeten Prostituierten waren 78 % zwischen 21 und 44 Jahre alt, 17 % waren 45 Jahre oder älter, 5 % waren im Alter zwischen 18 und 20. Insgesamt waren 2170 Prostitutionsgewerbe angemeldet, davon 93 % Bordelle. Auf Prostitutionsvermittlungen, -fahrzeuge und -veranstaltungen entfielen 140 Erlaubnisse.

## Gewalt an Prostituierten
Laut einer nicht repräsentativen Befragung des deutschen Familienministeriums von 110 Prostituierten im Jahr 2004 wurden diese dreimal häufiger Opfer physischer Gewalt und fünfmal häufiger Opfer sexualisierter Gewalt als die weibliche Durchschnittsbevölkerung. Die Studie ermittelte, „dass die sehr hohe körperliche, sexuelle und psychische Gewaltbetroffenheit von Prostituierten sowohl im Arbeitskontext als auch im privaten Bereich nach Inkrafttreten des Prostitutionsgesetz im Jahr 2002 weiterhin besteht und keine rückläufige Tendenz sichtbar wird“. Prostituierte hatten dieser Studie zufolge zudem ein erhöhtes Risiko der Mehrfachviktimisierung. Sie erlitten häufiger schwere Verletzungen und nahmen seltener ärztliche oder polizeiliche Hilfe in Anspruch. Die Studie nannte folgende Ergebnisse:
Gewalterfahrungen vor dem Einstieg in die Prostitution
- 84 % hatten seit dem 16. Lebensjahr körperliche Gewalt erlebt
- 59 % hatten seit dem 16. Lebensjahr sexuelle Gewalt erlebt
- 52 % wurden als Kind Opfer körperlicher Gewalt
- 43 % wurden als Kind Opfer sexuellen Missbrauchs

Gewalterfahrungen in der Prostitution
- 41 % hatten körperliche oder sexuelle Gewalt (oder beides) erlebt
- 78 % hatten Angst vor Gewalt durch Freier
- fast 20 % erlitten bei der Ausübung der Prostitution schwere Verletzungen wie Knochenbrüche, Verstauchungen, Muskelrisse, Gesichtsverletzungen, Brandwunden und ausgekugelte Gelenke

Die Befunde des Familienministeriums decken sich weitgehend mit einer nicht repräsentativen Studie aus dem deutschen Sprachraum von 2001:
- 98 % prostituierter Frauen hatte mindestens eine traumatische Erfahrung gemacht, die meisten mehrere
- 70 % hatten körperliche Angriffe erlebt
- 68 % waren vergewaltigt worden, die meisten durch Freier
- 59 % wurden mit einer Posttraumatischen Belastungsstörung diagnostiziert
- 50 % hatten als Kinder Missbrauch erlebt

Eine Evaluierung des deutschen Prostitutionsgesetzes durch das Familienministerium kam 2007 zu dem Schluss, dass die Legalisierung von Prostitution die Lebensumstände der Prostituierten kaum bis gar nicht verbessert hatte.

## Kriminalität
Sowohl über absolute Zahlen im Zusammenhang mit Prostitution als auch über das relative Ausmaß von kriminellen Strukturen und die besten Wege zu ihrer Bekämpfung besteht in der politischen und gesellschaftlichen Auseinandersetzung deutliche Uneinigkeit. Unter den im Bundestag vertretenen Parteien besteht jedoch grundsätzlich Konsens darüber, dass Regulierungsbedarf besteht, um die Kriminalität im Rotlichtmilieu wirksamer bekämpfen und Opfer besser vor Tätern schützen zu können.
Eine zentrale Ursache liegt im Ausmaß des Dunkelfeldes von Straftaten der sexuellen Ausbeutung (§§ 180a, 181a, 232 und 233a StGB). Seitens der Bundesregierung liegen bislang keine diesbezüglichen Untersuchungen oder entsprechende Pläne vor. Sabine Constabel, Sozialarbeiterin in der Fachabteilung Sozialdienst für Prostituierte der Stadt Stuttgart, behauptet, dass Prostitution nicht relevant im Dunkelfeld verschwinden kann, da sie zwingend auf Werbung angewiesen ist. Wenn ein Freier Prostituierte finden kann, kann das auch die Polizei.
2008 äußerte der damalige Leiter der Kriminalpolizei Augsburg, Klaus Bayerl, die ab 2002 entstandenen Großbordelle seien Einrichtungen, in denen die offiziellen Geschäftsführer Strohpersonen seien, während die tatsächlich und im Hintergrund agierenden Verantwortlichen direkt aus dem Zuhälter- oder Schwerkriminellen-Milieu stammten und fast durchgängig enge Beziehungen zur organisierten Kriminalität hätten.
Im Bereich der Kriminalität mit Bezug zu Prostitution und Nachtleben wird auch Druck auf mutmaßliche Opfer ausgeübt, die Aussage zu verweigern. Von 642 mutmaßlichen Opfern wurden 325 (ca. 50 %) zu diesem Sachverhalt im Jahr 2005 polizeilich befragt. Bei 93 (ca. 15 % der Gesamtzahl der mutmaßlichen Opfer, ca. 29 % der befragten mutmaßlichen Opfer) ermittelte die Polizei Anhaltspunkte einer unzulässigen Beeinflussung. Die feministische Zeitschrift Emma kritisierte auch 2013, dass die Polizei nicht in der Lage sei, einen angemessenen Schutz zu gewährleisten.
Zu den Mitbewerbern um die Vorherrschaft im Rotlichtmilieu zählen mehrere Outlaw Motorcycle Gangs. Immer wieder kam es zu massiven Auseinandersetzungen zwischen den Bandidos und den Hells Angels. Beiden Vereinigungen wird Waffen- und Drogenhandel sowie Förderung der Prostitution zugeordnet.
Beteiligt an Kämpfen um die Kontrolle der Rotlichtviertel sind (Stand 2013) mancherorts die Black Jackets. Im Jahre 2013 wurde das Bordell Lustpark der Black Jackets in Neu-Ulm ausgehoben und ein Waffenlager sichergestellt. 2012 wurde in der Öffentlichkeit bekannt, dass die holländische Rockerorganisation Satudarah MC in Deutschland auftritt. Satudarah ist tief in Prostitution, Drogenhandel und Gewaltverbrechen verwickelt.
Auch die Türsteher-Gang United Tribuns tritt im Machtkampf in Erscheinung. Die Türsteher-Szene gilt als Schlüsselposition auch im Anwerben von neuen Prostituierten. Zu den weiteren Organisationen, die auch im Bereich von Prostitution und Menschenhandel tätig sind, zählen Gremium MC und Outlaws MC, außerdem die Red Legion sowie der Rock Machine MC, dessen Mitglieder in der Auseinandersetzung mit dem Bordellbetreiber Murat C. in Neu-Ulm im Dezember 2012 eine Person erschossen haben sollen.
Zu den führenden Köpfen der Szene wird der Deutsch-Türke Necati Arabaci gezählt. Er ist unter anderem an den Bordellen Babylon in Elsdorf nahe Köln und Wiago in Leverkusen, ferner auch an Bordellen unter anderem in Augsburg und auf Mallorca beteiligt. Die Staatsanwaltschaft Augsburg ermittelte 2013 wegen des Verdachts der Geldwäsche gegen eine den Hell’s Angel nahestehende Person aus dem Umfeld des Großbordells Colosseum in Augsburg. Der Hannoveraner Frank Hanebuth wurde im Juli 2013 auf Mallorca, Spanien, zusammen mit 20 weiteren Hells-Angels-Mitgliedern festgenommen. Als Kopf des Hells-Angels-Charters „Spain“ werden ihm unter anderem Bildung einer kriminellen Vereinigung, Förderung illegaler Prostitution, Drogenhandel und Geldwäsche vorgeworfen. Hanebuth hatte mehrere spanische Bordelle erworben; berichtet wird auch über die Misshandlung von Prostituierten.
Auch einige Besitzer bekannter legaler Mega-Bordelle in Deutschland werden regelmäßig mit kriminellen Personen in Verbindung gebracht, beispielsweise Friedrich Ewald, dem mit dem Leierkasten das größte Bordell Bayerns gehört. Er wurde 1997 nach langjährigem Umgang mit Gangstern wegen Anstiftung zum Mord und 2001 wegen ausbeuterischer Zuhälterei verhaftet. Der Chef des Bordells Paradise in Stuttgart, Jürgen Rudloff, wurde 2017 wegen Beihilfe zu Menschenhandel inhaftiert. Das Gericht verurteilte ihn im Februar 2019 wegen Beihilfe zu Zuhälterei und wegen Beihilfe zu schwerem Menschenhandel zu einer Freiheitsstrafe von fünf Jahren.

## Gesetzliche Regulierung
Die Ausübung der Prostitution in Deutschland ist prinzipiell zulässig, grundsätzlich ist aber die Prostitution Minderjähriger, die Zwangsprostitution und die Ausübung der Prostitution in einem Sperrbezirk strafbar (§ 184f StGB). Im Jahr 2000 bezeichnete das Verwaltungsgericht Berlin die Prostitution als nicht mehr sittenwidrig. Rechtsverordnungen können das Verbot beinhalten, der Prostitution an bestimmten Orten überhaupt oder zu bestimmten Tageszeiten nachzugehen. Dagegen zu verstoßen ist strafbar:
§ 120 des Gesetzes über Ordnungswidrigkeiten und § 184f Strafgesetzbuch, also die Zuwiderhandlung gegen eine auf Grundlage von Art. 297 EGStGB erlassene Sperrbezirksverordnung. Prostitution mit Personen unter 18 Jahren ist strafbewehrt. Die Prostitution war im bundeseinheitlichen Gewerberecht bis 30. Juni 2017 nicht geregelt, was zahlreiche Unklarheiten und regionale Unterschiede im behördlichen Umgang mit der Prostitution zur Folge hatte.
Am 2. Februar 2016 verkündete der frauenpolitische Sprecher der Unionsfraktion Marcus Weinberg, dass innerhalb der großen Koalition (CDU/CSU, SPD) ein Kompromiss zur Reformierung des 2002 in Kraft getretenen (zivilrechtlichen) Prostitutionsgesetzes gefunden wurde. Die Änderung des Prostitutionsgesetzes und das ergänzende (gewerberechtliche) Prostituiertenschutzgesetz traten am 1. Juli 2017 in Kraft.
Das neue Gesetz umfasst folgende Neuregelungen:
- eine gesetzliche Kondompflicht, bei Nichteinhaltung dieser Regelung droht dem Freier ein Bußgeld (bis zu 50.000 €)[89]
- strengere Auflagen für Bordellbetreiber, Erlaubnispflicht für die Eröffnung einer Prostitutionsstätte, Zuverlässigkeitsprüfung
- jährliche Gesundheitsberatung für alle in der Prostitution Arbeitende als Pflicht (für unter 21-Jährige alle sechs Monate)
- alle zwei Jahre Pflichtmeldung bei den Behörden für alle in der Prostitution Beschäftigten (für unter 21-Jährige jährlich)[90]

In privatrechtlicher Hinsicht gesteht das Prostitutionsgesetz (ProstG) Prostituierten seit 2002 ausdrücklich eine rechtswirksame Forderung zu. Einer Durchsetzung der Entgeltforderung stand vor der Einführung des ProstG die Sittenwidrigkeit (§ 138 BGB) der Vereinbarung entgegen. Ob die Sittenwidrigkeit durch das ProstG allgemein behoben wurde, ist umstritten.

### Jugendschutz
Eine Reihe von Gesetzen schützt Kinder und Jugendliche vor Gefährdungen durch Prostitution. § 4 Abs. 3 Jugendschutzgesetz (JuSchG) untersagt Personen unter 18 Jahren den Aufenthalt in Nachtbars, Nachtclubs und vergleichbaren Vergnügungsbetrieben. § 8 JuSchG verbietet Minderjährigen den Aufenthalt an „jugendgefährdenden Orten“; dazu gehören unter anderem alle Orte, an denen Prostitution ausgeübt wird. Nach § 184g StGB macht sich strafbar, wer der Prostitution in der Nähe einer Schule oder einer anderen Örtlichkeit, die zum Besuch durch Minderjährige bestimmt ist, oder in einem Haus, in dem Minderjährige wohnen, nachgeht und die Minderjährigen dadurch sittlich gefährdet.
Zum Schutz der Jugend erlaubt es Art. 297 des Einführungsgesetzes zum Strafgesetzbuch (EGStGB), in Kommunen Sperrbezirke zu schaffen oder in kleineren Kommunen die Prostitution sogar ganz zu untersagen.
Wer eine Person unter 18 Jahren bestimmt, sexuelle Handlungen gegen Entgelt an oder vor einem Dritten vorzunehmen oder von einem Dritten an sich vornehmen zu lassen oder wer solchen sexuellen Handlungen durch seine Vermittlung Vorschub leistet, wird mit Freiheitsstrafe bis zu fünf Jahren oder Geldstrafe bestraft (§ 180 Abs. 2 StGB). Wer eine Person unter 21 Jahren zur Prostitution (wiederholte sexuelle Handlungen gegen Entgelt) oder zu sexuellen Handlungen, durch die die Person (wirtschaftlich) ausgebeutet wird, veranlasst, wird nach § 232a Absatz 1 StGB mit Freiheitsstrafe von sechs Monaten bis zu zehn Jahren bestraft. Wenn die andere Person unter 18 Jahren alt ist, ist nach § 232a Absatz 4 StGB eine Freiheitsstrafe von einem Jahr bis zu zehn Jahren zu verhängen. Nach § 180a StGB wird mit Freiheitsstrafe bis drei Jahre oder Geldstrafe bestraft, wer einer Person unter 18 Jahren zur Ausübung der Prostitution Wohnung beziehungsweise gewerbsmäßig Unterkunft oder Aufenthalt gewährt.
Mit bis zu fünf Jahren Freiheitsstrafe oder Geldstrafe bedroht sind Personen über 18 Jahren, die mit einer Person unter 18 Jahren gegen Entgelt sexuelle Handlungen ausüben (sexueller Missbrauch von Jugendlichen § 182 Absatz 2 StGB). Ist die missbrauchte Person unter 14 Jahre alt, liegt unabhängig von einem Entgelt sexueller Missbrauch von Kindern vor (§ 176 bzw. § 176c); hier beträgt die Mindestfreiheitsstrafe ein Jahr, in schwerem Fall, u. a. bei Geschlechtsverkehr zwei Jahre, die Höchststrafe 15 Jahre (§ 38 StGB). Mit einer 16- oder 17-jährige Person gegen Entgelt sexuelle Handlungen vorzunehmen, ist erst seit dem 5. November 2008 strafbar, als das diesbezügliche Schutzalter von 16 auf 18 Jahre angehoben wurde.

### Unterschiedliche Regulierungen auf Landes- und Kommunalebene
Eine große Rolle in der behördlichen Praxis der Kontrolle der Prostitution spielen die in den einzelnen Bundesländern unterschiedlichen Polizeigesetze. Hier bestehen insbesondere unterschiedlich weit reichende Befugnisse der Polizei, Prostitutionsstätten zu betreten, zu durchsuchen und Personalien aufzunehmen. Kommunen haben insbesondere über Bebauungspläne, Sperrgebietsverordnungen und das Steuerrecht individuelle Regulierungsmöglichkeiten. In einem Präzedenzfall hob das Verwaltungsgericht Gelsenkirchen im März 2013 das 2011 von der Stadt Dortmund für das gesamte Stadtgebiet erlassene Verbot der Straßenprostitution auf. Mehrere Städte haben inzwischen das „Utrechter Modell“ eines streng kontrollierten Straßenstrichs mit „Verrichtungsboxen“ eingeführt, um die Begleitkriminalität zurückzudrängen. In Köln, wo dies 2001 zuerst geschah, wurden die ersten drei Jahre des Modells von den beteiligten Parteien, darunter Prostituierte, Polizei, Ordnungsamt und Beratungsstellen, als Erfolg bewertet.

### Steuern
Köln war 2004 die erste deutsche Stadt, die eine kommunale „Sexsteuer“ auf Prostitution einführte. Nach 1,16 Millionen Euro im Jahr 2006 nahm die Stadt auf diesem Weg 2011 nur noch 750.000 Euro ein. Das inzwischen in mehreren Bundesländern eingeführte sogenannte „Düsseldorfer Verfahren“, welches bereits Jahrzehnte vor Legalisierung der Prostitution praktiziert wurde, besteht in einer pauschalen (umsatzunabhängigen) steuerlichen Vorabzahlung pro Arbeitstag an das zuständige Finanzamt, die von den Bars und Bordellen für jede dort tätige Prostituierte automatisch überwiesen wird. Aufgrund fehlender gesetzlicher Grundlage ist die Teilnahme an diesem Verfahren, das von der Pflicht zu einer jährlichen Steuererklärung der tatsächlich erzielten Einkünfte nicht entbindet, jedoch freiwillig. In Hessen wurden 2011 auf diesem Weg rund zwei Millionen Euro eingenommen. Die in Bonn Anfang 2011 eingeführte Prostitutionssteuer können Straßenprostituierte dort seit Mitte 2011 an einem Steuerticket-Automaten entrichten – einem eigens umgebauten Parkscheinautomaten, der für maximal zehn Stunden gültige Sexsteuer-Tickets zum Preis von sechs Euro ausgibt. 2012 führte die Stadt Stuttgart eine neue Steuer auf für die Prostitution genutzte Wohnungen ein, die monatlich zehn Euro pro Quadratmeter betrug.
Der Bundesfinanzhof entschied 2013, dass die Einkünfte einer Prostituierten gewerbesteuerpflichtig sind. Er nahm von seiner Entscheidung aus dem Jahre 1964 Abstand, Einkünfte aus „gewerbsmäßiger Unzucht“ seien „sonstige Einkünfte“ und daher nicht gewerbesteuerpflichtig.

### Maßnahmen im Rahmen der COVID-19-Pandemie
Im Rahmen der COVID-19-Pandemie in Deutschland wurden im März 2020 alle Prostitutionsstätten geschlossen, die öffentliche Prostitution wie Straßenstrich wurde eingeschränkt, teils verboten. Ein komplettes Verbot aller Sexarbeit wurde jedoch nur in wenigen Bundesländern ausgesprochen, in den übrigen blieb eine Grauzone. Der Selbsthilfeverein Doña Carmen wies Ende April 2020 darauf hin, dass es Unterschiede gäbe im rechtlichen Umgang mit Prostitutionstätigkeit – diese sei weder als „Betrieb“ noch als „Einrichtung“, sondern als „Angebot“ anzusehen:
- relativ eindeutiges Verbot: Berlin, Bremen, Hamburg, Nordrhein-Westfalen, Schleswig-Holstein
- nicht verboten: Bayern, Hessen, Saarland, Baden-Württemberg (Ausnahmen aufgrund örtlicher Verfügungen: Stuttgart, Baden-Baden, Karlsruhe)
- Graubereich (Verordnungen beziehen sich nicht auf körpernahe „Dienstleistungen“, lediglich auf „Dienstleistungsbetriebe“): Brandenburg, Mecklenburg-Vorpommern, Niedersachsen, Rheinland-Pfalz, Sachsen, Sachsen-Anhalt, Thüringen

Mitte Mai forderten 16 Bundestagsabgeordnete in einem Brief an die 16 Regierungschefinnen und -chefs, den Sexkauf auch weiterhin zu verbieten. Zu den Unterzeichnern gehörten der SPD-Gesundheitsexperte Karl Lauterbach und die Gewerkschafterin Leni Breymaier. Nicht nur wurde auf die Infektionsgefahr hingewiesen, sondern grundsätzlich auf die ihrer Ansicht nach menschenunwürdige, zerstörerische und frauenfeindliche Tätigkeit, zu der die Frauen ihrer Meinung nach gezwungen würden. Das Ziel sei, das Interesse an gekauftem Sex zu senken, vergleichbar zum nordischen Modell für Prostitution (Bestrafung der Freier). Die frauenpolitische Sprecherin der Grünen Bundestagsfraktion, Ulle Schauws, rechnet fest mit einer neuen Grundsatzdebatte, könne aber in dem Brief keine wirkliche Sorge um den Schutz von Prostituierten erkennen. Ende Juli schlossen sich 26 Organisationen dem Aufruf der Parlamentarier an, darunter Terre des Femmes, Abolition 2014 und Sisters e. V., und schickten einen offenen Brief an die Bundestagsparteien, den Rechts-, den Familien- und den Menschenrechtsausschuss sowie an die Landesregierungen, wobei sie ein Verbot der Prostitution forderten.
Der Berufsverband erotische und sexuelle Dienstleistungen (BesD) erwiderte Ende Mai in einem eigenen offenen Brief, es bestehe kein Unterschied zwischen einem Besuch bei einer Kosmetikerin oder in einem Bordell, sofern ein Hygieneplan eingehalten werde. Vergleichbar zu anderen körpernahen Dienstleistungen solle Sexarbeit freigegeben werden, weil der BesD mit Gesundheitsämtern ein solches Hygienekonzept erarbeitet habe: nicht mehr als zwei Beteiligte an einer sexuellen Dienstleistung, verpflichtender Mund-Nasen-Schutz für beide sowie Aufnahme und vierwöchige Speicherung der Daten von Kunden, um Infektionsketten rückverfolgen zu können. Der BesD merkte an, dass eine „erotische Massage“ nicht von einer „nicht medizinischen Massage“ zu unterscheiden wäre, letztere aber unter strengen Hygieneauflagen erlaubt sei.
Hingewiesen wurde auch auf die Gefahr, dass Prostituierte mangels finanzieller Rücklagen wieder in die Illegalität abrutschen könnten, mit Dumpingpreisen konfrontiert wären und vermehrte Gewalt befürchten müssten. Von den angemeldeten Prostituierten hätte nur ein Teil staatliche Zuschüsse zu Betriebskosten erhalten (Ende 2019 waren 40.400 Sexarbeiter offiziell angemeldet, siehe oben). Hartz IV kann nur beantragen, wer eine Steuernummer besitzt und fünf Jahre lang durchgehend in Deutschland gearbeitet hat.
In Österreich und der Schweiz wurde die Schließung der Prostitutionsstätten Mitte Juni gelockert. Der Deutschlandfunk wies in mehreren Beiträgen darauf hin, dass es keinerlei Studie zur Ausbreitung des Coronavirus in Bordellen gebe, außerdem keine verlässlichen Angaben über die Anzahl von Zwangsprostituierten. Die Berliner Polizei stellte allerdings keine gestiegenen Fallzahlen von Menschenhandel mit sexueller Ausbeutung fest. Johanna Weber, politische Sprecherin des BesD und selber Sexarbeiterin, wies darauf hin, dass Prostitution trotz Verbot weiterhin stattfinde: „Sie ist sehr stark in unsichtbare Ecken verlagert, Betriebstätten fallen eben weg, dadurch finden mehr Haus- und Hotelbesuche statt. Und infektiologisch gesehen haben wir im Moment eben die denkbar schlechteste Situation.“ Webers Forderung: Im September müsse ihre Branche wieder arbeiten dürfen, dafür sei ein Hygiene-Konzept erarbeitet worden: „Das heißt, alles, was irgendwie oral oder küssen und so weiter, das findet dann nicht statt.“ Pärchen- und Swinger-Klubs sowie Kontaktsportarten wie Boxen und Ringen seien schon wieder erlaubt, aber: „Kein Bundesland hat im Moment Lust, das schmutzige Thema Prostitution anzufassen“. Auf St. Pauli sowie in Köln demonstrierten Prostituierte offiziell dafür. Darüber hinaus waren aber in einigen Bundesländern Haus- und Hotelbesuche wieder gestattet, außerdem waren Bemühungen erfolgreich, Tantra-Massagen von der Prostitution abzugrenzen und zu erlauben.
Anfang August demonstrierten Sexarbeiter auch in Stuttgart für die Wiedereröffnung ihres Gewerbes. Die Tageszeitung taz fragte bei den Bundesländern nach – fast alle begründen die Schließung der Prostitutionsstätten mit zwei Argumenten: Bei der Sexarbeit könne intensiver Kontakt und gesteigerter Ausstoß von Aerosolen nicht vermieden werden, außerdem wäre die Korrektheit der hinterlassenen Kundendaten nicht gewährleistet.
In Berlin hatte das Verwaltungsgericht bereits im Juli die pandemiebedingte Schließung eines erotischen Massagesalons und eines BDSM-Studios aufgehoben, weil es den Gleichheitsgrundsatz verletzt sah. Im August wurden sexuelle Dienstleistungen ohne Geschlechtsverkehr unter Auflagen wieder erlaubt, ab September auch mit Geschlechtsverkehr, und Berliner Bordelle konnten öffnen, allerdings nur mit festen Terminen und dem Tragen von Masken.
Mitte September waren in sechs Bundesländern Bordelle unter Auflagen wiedereröffnet, von anderen Bundesländern gab es noch keine Hinweise auf Öffnung der Prostitutionsstätten. In Köln musste das Pascha – mit 9000 Quadratmetern eines der größten Laufhäuser Europas – Insolvenz anmelden: 100 freiberufliche Sexarbeiterinnen sowie die 60 Betriebsangestellten verloren ihre Arbeitsmöglichkeiten. Derweil hat sich ein Großteil der Prostitution in Hotels verlagert, wofür es in den Bundesländern unterschiedliche rechtliche Grauzonen gibt. Aus dem Frankfurter Bahnhofsviertel wurde von öffentlichen Treffpunkten berichtet, an denen Kunden und Sexarbeiterinnen sich kurz absprechen würden, um unauffällig ein naheliegendes Hotel aufzusuchen, mit dem die Sexarbeiterin eine Übereinkunft habe. In Frankfurt sind 2800 Prostituierte gemeldet, mehr als 40 arbeiteten vor der Krise auf dem Straßenstrich. Eine aus Angst vor dem Coronavirus ausgestiegene langjährige Prostituierte meinte: „Die Frauen verdienen jetzt viel mehr Geld als vorher. Die gehen mit den Männern in die Hotels, und die Frauen und die Hotelbesitzer kassieren richtig ab“. Sie vermutete, dass manche Frauen nicht zurück in die Bordelle gehen würden, wenn diese wieder eröffnen.
Mitte Oktober 2020 waren folgende Bereiche noch geschlossen oder verboten (laut Übersicht des Selbsthilfevereins Doña Carmen):
1. Betriebe des Prostitutionsgewerbes (hier nur Prostitutionsstätten):
Bayern (nur Bordelle), Brandenburg, Hessen, Mecklenburg-Vorpommern, Saarland (nur Bordelle), Sachsen
2. Sexuelle Dienstleistungen außerhalb von Betrieben (inkl. Straßenstrich):
 Mecklenburg-Vorpommern, Niedersachsen (nur Straßenstrich), Saarland, Schleswig-Holstein (außerhalb geschlossener Räume)

Am 2. November 2020 wurden im Rahmen des Maßnahmenpakets vom 28. Oktober 2020 alle Prostitutionsstätten geschlossen. In fast allen Bundesländern waren sexuelle Dienstleistungen ausdrücklich verboten, nur in Bremen, Hessen und Sachsen-Anhalt galten sie als „nicht untersagt“ (betraf in Bremen und Sachsen-Anhalt auch die Prostitutionsvermittlung). Der Berliner Senat belegte als erstes Bundesland nicht die anbietende Person, sondern die in Anspruch nehmende Person von sexuellen Dienstleistungen mit einer Geldbuße von 250 bis 5000 €, womit sich am Nordischen Modell orientiert wurde. Vom 24. April bis 30. Juni 2021 waren infolge des Vierten Bevölkerungsschutzgesetzes in allen deutschen Landkreisen und kreisfreien Städten, die eine 7-Tage-Inzidenz von über 100 auswiesen, körpernahe Dienstleistungen mit einigen Ausnahmen wie Friseure, Fußpflege oder medizinische Berufe verboten (§ 28b Abs. 1 Nr. 8a. F. Infektionsschutzgesetz). Sowohl die erbringende als auch die in Anspruch nehmende Person konnten mit Geldbuße bis zu (theoretisch) 25.000 € belegt werden (gemäß § 73 Abs. 1a Nr. 11k i. V. m. Abs. 2). Seit 1. Juli 2021 galten wieder von Bundesland zu Bundesland unterschiedliche Regelungen, die wie andere auf das Infektionsschutzgesetz gestützte Regelungen häufig geändert wurden. 2023 wurden die letzten Corona-Schutzmaßnahmen aufgehoben.

### Gesetzesänderungsinitiativen
Im Jahr 2021 forderte die Frauen-Union ein generelles Verbot der Prostitution in Deutschland. Dem widersprachen Vertreterinnen des Sozialdienstes katholischer Frauen und der Diakonie. Am 20. Februar 2024 forderte die CDU/CSU-Fraktion in einem formellen Antrag den Deutschen Bundestag zu einer Einführung des Nordischen Modells auf. Der Antrag fordert gemäß dem Dreisäulenmodell den Ausbau von Präventionsmaßnahmen, vermehrte Ausstiegshilfen, die Einführung einer Strafbarkeit der entgeltlichen Inanspruchnahme sexueller Dienstleistungen, verschiedene Maßnahmen zur Bekämpfung von Zwangsprostitution und Menschenhandel sowie die Stärkung der Durchsetzungsautorität der Verwaltungs- und Vollzugsorgane. Die Beschlussvorlage wurde zur weiteren Beratung an die Ausschüsse des Parlaments überwiesen.

## Soziale Sicherheit
Obwohl die gesetzlichen Kranken- und Sozialversicherungen 2002 für Prostituierte geöffnet wurden und grundsätzlich auch die Möglichkeit der privaten Krankenversicherung besteht (wobei sie von privaten Krankenversicherungen in der Regel wegen zu hoher Risiken abgelehnt würden), wurde bisher vom Angebot der gesetzlichen Krankenversicherung wenig Gebrauch gemacht. Befragungen aus dem Jahr 2010 im Auftrag des Bundesfamilienministeriums ergaben, dass nur 1 % der Prostituierten einen Arbeitsvertrag besitzt und eine große Mehrheit dies auch nicht als attraktive Option ansieht: „So ist es durch das Gesetz zwar gelungen, die rechtlichen Rahmenbedingungen für den Abschluss sozial versicherungspflichtiger Beschäftigungsverhältnisse zu schaffen, doch tatsächlich gibt es in der Praxis kaum messbare Wirkungen. […] 87 Prozent der Prostituierten sind laut Evaluation zwar krankenversichert, davon aber 93 Prozent nicht als Prostituierte. Weniger als die Hälfte der befragten Prostituierten verfügt über eine Rentenversicherung oder eine anderweitige private Altersvorsorge.“ Eine große Mehrheit sieht die soziale Absicherung auch nicht als attraktive Option an, da von Sexarbeitern häufig ein mit offizieller Registrierung verbundener Verlust der Anonymität befürchtet wird, der aufgrund der fortbestehenden gesellschaftlichen Stigmatisierung der Prostitution dauerhafte Nachteile mit sich bringe.
Auch laut einer Studie des Landes NRW aus dem Jahr 2013 hatte weniger als die Hälfte der befragten Prostituierten eine Rentenversicherung oder eine anderweitige private Altersvorsorge. Da eine sozialversicherte Beschäftigung von 99 % der Sexarbeiter nicht angenommen wird oder sie ihnen nicht zur Verfügung steht, müsste Vorsorge für den Fall der Berufsunfähigkeit oder Arbeitslosigkeit privat getroffen werden. Im September 2023 bezifferte die Journalistin Mariam Lau die Gesamtzahl der sozialversicherten Prostituierten in Deutschland mit 40.

## Ausstieg
Bis 2015 förderte das Bundesministerium für Familie, Senioren, Frauen und Jugend (BMFSFJ) drei Modellprojekte, um Ausstiegswilligen Wege aus der Sexarbeit aufzuzeigen:
- in Berlin DIWA – Der individuelle Weg zur Alternative
- in Nürnberg OPERA – Orientieren Probieren ERfahren Ausbilden
- in Freiburg und Kehl P.I.N.K. – Prostitution. Integration. Neustart. Know-how

Ende 2015 erschien dazu ein wissenschaftlicher Abschlussbericht.